# Sonny’s Crib
Sonny’s Crib – album Sonny’ego Clarka wydany przez wytwórnię Blue Note w 1957.
Jest to drugi album Clarka jako lidera dla wytwórni Blue Note. Został nagrany 1 września 1957 w studiu Rudy’ego Van Geldera w Hackensack.
Płyta jest utrzymana w stylistyce hard bopu. Jednym z muzyków grających z Clarkiem jest John Coltrane, który zaczynał właśnie zyskiwać uznanie jako czołowy saksofonista jazzowy.
Wydanie na CD, które ukazało się w 1998, zawiera dodatkowe wersje trzech utworów.

## Lista utworów
| 1. | „With a Song in My Heart” (Richard Rodgers, Lorenz Hart) | 7:52    |
|    |                                                          |         |
| 2. | „Speak Low” (Kurt Weill, Ogden Nash)                     | 6:47    |
|    |                                                          |         |
| 3. | „Come Rain or Come Shine” (Harold Arlen, Johnny Mercer)  | 7:25    |
|    |                                                          |         |
| 4. | „Sonny’s Crib” (Sonny Clark)                             | 13:28   |
|    |                                                          |         |
| 5. | „News for Lulu” (Sonny Clark)                            | 8:31    |
|    |                                                          |         |
| 6. | „With a Song in My Heart” (wersja alternatywna)          | 8:45    |
|    |                                                          |         |
| 7. | „Speak Low” (wersja alternatywna)                        | 6:54    |
|    |                                                          |         |
| 8. | „Sonny’s Crib” (wersja alternatywna)                     | 9:52    |
|    |                                                          |         |
|    |                                                          | 1:09:34 |
|    |                                                          |         |

## Wykonawcy
- Sonny Clark – fortepian
- Donald Byrd – trąbka
- Curtis Fuller – puzon
- John Coltrane – saksofon tenorowy
- Paul Chambers – kontrabas
- Art Taylor – perkusja

## Informacje uzupełniające
- Nadzór wykonawczy – Alfred Lion
- Nadzór wykonawczy nad wydaniem CD – Michael Cuscuna
- Inżynier dźwięku – Rudy Van Gelder
- Remastering cyfrowy – Ron McMaster
- Projekt okładki – Reid Miles
- Tekst na okładce – Leonard Feather
- Łączny czas nagrań – 44:03 (LP), 1:09:34 (CD)